# Javiera Petersen
Javiera Constanza Petersen Muga (Valparaíso, 7 de abril de 1990) es una ingeniera comercial y política chilena, miembro del Partido Comunista de Chile (PCCh). Desde el 11 de marzo de 2022 se desempeña como subsecretaria de Economía y Empresas de Menor Tamaño bajo el gobierno del presidente Gabriel Boric.

## Estudios
Realizó sus estudios superiores en la carrera de ingeniería comercial en la Universidad de Chile, y luego cursó un magíster en análisis económico en la misma casa de estudios y un máster en política y gobernanza económica mundial en la Universidad de Londres, Inglaterra. En la actualidad, se encuentra cursando el doctorado en innovación y políticas públicas en el Instituto para la Innovación y Valor Público (IIPP) de la University College London.

## Trayectoria profesional
Ha ejercido su profesión como consultora externa en el Banco Mundial (BM), órgano en donde colaboró en la construcción de la «Base de Datos Laboral Desagregada por Género» (abreviada en inglés, GDLD), cuyo objetivo principal es llenar un importante vacío de información en las estadísticas globales de género. Asimismo, se ha desempeñado como asesora de diputados de la República en materia tributaria (en el periodo legislativo 2018-2022) y, como investigadora en el Centro de Microdatos de la Universidad de Chile. También, tuvo un breve paso por la Comisión Económica para América Latina y el Caribe (Cepal).
Paralelamente, es autora de un capítulo sobre el rol de la Corfo en el desarrollo chileno del libro The Future of National Development Banks (El Futuro de los Bancos Nacionales de Desarrollo), de 2018. También, es coautora junto al economista Nicolás Bohme de un documento que propuso nuevas tareas e institucionalidad para el Banco Central de Chile, con motivo de potenciar su aporte al desarrollo económico.

## Trayectoria política
Fue partícipe del movimiento estudiantil de 2011, período en el que se integró en el Partido Comunista de Chile (PCCh). Junto con economistas de dicha colectividad como Nicolás Bohme, fundó en 2017 el Observatorio de Políticas Económicas (OPES), un think tank que realiza investigación aplicada y difusión enfocada en la elaboración e implementación de políticas públicas. Ejerció como directora ejecutiva de esa institución. En la elección presidencial de ese último año, formó parte del equipo económico del comando del candidato independiente Alejandro Guillier.
De la misma manera, entre mayo y julio de 2021, fue parte del equipo que elaboró el programa económico de la precandidatura del alcalde de Recoleta y compañero de partido, Daniel Jadue, de cara a las primarias presidenciales de Apruebo Dignidad de ese año. Tras resultar en segundo lugar en aquellas primarias, se sumó al equipo programático del candidato proclamado de Apruebo Dignidad, Gabriel Boric, esta vez de cara a la elección presidencial de noviembre del mismo año.
En febrero de 2022 fue designada por el entonces presidente electo Gabriel Boric (luego de resultar vencedor en la segunda vuelta), como titular de la Subsecretaría de Economía y Empresas de Menor Tamaño, siendo —con 31 años— la integrante más joven del gabinete. Asumió esa función el 11 de marzo de dicho año, con el inicio formal de la administración.